# Energiesparmesse Wels
Die Energiesparmesse Wels ist weltweit eine der größten Messen zum Thema Energieeffizienz und erneuerbare Energie und wurde 1985 als Energiespar-Fachausstellung Wärme + Heizung in Gmunden gegründet. Seit 1991 findet die Messe jedes Frühjahr auf dem Messegelände Wels (Oberösterreich) statt. Die Messe dauert  jeweils fünf Tage, wobei die ersten beiden Tage Fachbesuchern vorbehalten sind. Veranstalter der Messe ist die Messe Wels GmbH & Co KG.

## Geschichte
Die erste Energiesparmesse fand von 8. – 10. März 1985 in Gmunden als Energiespar-Fachausstellung Wärme + Heizung statt. Im Jahr 1989 begannen in Wels Planungen, parallel zu Gmunden ebenfalls eine Energiesparmesse zu veranstalten. Diese sollte erstmals von 1. – 4. März 1990 stattfinden. Die Aussteller zwangen darauf beide Veranstalter zu einem Kompromiss. Seit 1991 findet die Messe in Wels statt.

## Entwicklung
Die folgende Tabelle zeigt die Entwicklung der Energiesparmesse seit 1985:
| Jahr | Dauer                 | Aussteller | Ausstellungsfläche (m²) | Besucher | Veranstaltungsort               | Bemerkungen                                                                           |
| ---- | --------------------- | ---------- | ----------------------- | -------- | ------------------------------- | ------------------------------------------------------------------------------------- |
| 1985 | 8. – 10. März         | 30         | 600                     | 4.000    | Kraftstation Gmunden            | gegründet von der Gmundner Elektrizitätsgesellschaft (GEG)                            |
| 1986 |                       | 90         | 1.000                   | 10.000   | Kongresszentrum Toskana Gmunden |                                                                                       |
| 1987 | 20. – 22. März        | 200        | ?                       | 30.000   | Kongresszentrum Toskana Gmunden | [ 3 ]                                                                                 |
| 1988 | 11. – 13. März        | 230        | ?                       | ?        | Kongresszentrum Toskana Gmunden | [ 4 ]                                                                                 |
| 1989 | 10. – 12. März        | 500        | ?                       | 50.000   | Kongresszentrum Toskana Gmunden | [ 5 ] [ 2 ]                                                                           |
| 1990 | 9. – 11. März         | 600        | 14.000                  | 65.000   | Kongresszentrum Toskana Gmunden | [ 6 ]                                                                                 |
| 1991 | 8. – 10. März         | 1.000      | 25.000                  | 107.000  | Wels                            | [ 7 ] [ 8 ] [ 9 ]                                                                     |
| 1992 | 6. – 8. März          | 1.000      | 30.000                  | 120.000  | Wels                            | [ 10 ] [ 11 ]                                                                         |
| 1993 | 5. – 7. März          | 1.400      | ?                       | ?        | Wels                            | [ 12 ]                                                                                |
| 1994 | 4. – 6. März          | 1.500      | ?                       | 168.000  | Wels                            | [ 13 ] [ 14 ]                                                                         |
| 1995 | ?                     | ?          | ?                       | ?        | Wels                            |                                                                                       |
| 1996 | ?                     | ?          | ?                       | ?        | Wels                            |                                                                                       |
| 1997 | ?                     | ?          | ?                       | ?        | Wels                            |                                                                                       |
| 1998 | 6. – 8. März          | 1.800      | ?                       | 200.000  | Wels                            | [ 15 ] [ 16 ]                                                                         |
| 1999 | ?                     | ?          | ?                       | ?        | Wels                            |                                                                                       |
| 2000 | ?                     | ?          | ?                       | ?        | Wels                            |                                                                                       |
| 2001 | ?                     | ?          | ?                       | ?        | Wels                            |                                                                                       |
| 2002 | ?                     | ?          | ?                       | ?        | Wels                            |                                                                                       |
| 2003 | ?                     | ?          | ?                       | ?        | Wels                            |                                                                                       |
| 2004 |                       | 733        | ?                       | 85.089   | Wels                            | 20. Energiesparmesse                                                                  |
| 2005 |                       | 724        | 55.502                  | 91.122   | Wels                            |                                                                                       |
| 2006 |                       | 852        | 56.119                  | 91.227   | Wels                            |                                                                                       |
| 2007 |                       | 857        | 63.700                  | 102.112  | Wels                            |                                                                                       |
| 2008 |                       | 898        | 67.367                  | ?        | Wels                            |                                                                                       |
| 2009 | 25. Februar – 1. März | 912        | 68.200                  | 103.195  | Wels                            | 25. Energiesparmesse                                                                  |
| 2010 | 3. – 7. März          |            |                         |          | Wels                            | 3. – 4. März nur Fachbesucher                                                         |
| 2011 |                       |            |                         |          | Wels                            |                                                                                       |
| 2012 |                       |            |                         |          | Wels                            |                                                                                       |
| 2013 |                       |            |                         |          | Wels                            |                                                                                       |
| 2014 |                       |            |                         |          | Wels                            |                                                                                       |
| 2015 | 25. Februar – 1. März | 880        | 66.000 m²               |          | Wels                            | 25. – 26. Februar nur Fachbesucher                                                    |
| 2016 | 24. – 28. Februar     | 846        | 64.450 m²               | 98.720   | Wels                            | 24. – 25. Februar nur Fachbesucher                                                    |
| 2017 |                       |            |                         |          | Wels                            |                                                                                       |
| 2018 |                       |            |                         |          | Wels                            |                                                                                       |
| 2019 | 27. Februar – 3. März | 795        | 64.450                  | 93.908   | Wels                            |                                                                                       |
| 2020 | 4. – 8. März          |            |                         |          | Wels                            |                                                                                       |
| 2022 | 8. – 10. April        | 200        | 28.000                  |          | Wels                            | 6. – 7. April nur Fachbesucher Aufgrund der COVID-19-Pandemie um ein Monat verschoben |
| 2023 | 3. – 5. März          | 355        |                         |          | Wels                            | Motto „Unsere Zukunft baust Du“                                                       |